# Політичний устрій Європейського Союзу
Політика Європейського Союзу відрізняються від інших організацій і держав у зв'язку з унікальним устроєм Європейського Союзу. ЄС має певні ознаки конфедерації, в якій органи окремих автономних територій отримали право ухвалювати закони. Водночас ЄС на відміну від більшості держав не контролює закордонну, оборонну й податкову політику, хоча й установлює певні обмеження на ПДВ. Ці галузі повністю перебувають у руках країн-членів Європейського Союзу.

## Правові засади
- 1. Функціювання Союзу має бути основане на засадах представницької демократії.
- 2. Громадяни безпосередньо представлені на рівні Союзу в Європейському парламенті. Країни-члени репрезентують в Європейський Раді голови держав або урядів, а в Раді - їх уряди, які підпорядковані як національним парламентам, так і своїм громадянам.
- 3. Кожен громадянин повинен мати право на брати участь у демократичному житті Союзу...
- 4. Політичні партії на Європейському рівні повинні сприяти формуванню європейського політичного розуміння і вираженню бажань громадян Союзу.

- Стаття 10 Договору про Європейський Союз
Конституційні засади Європейського Союзу закріплені в його угодах. Ці документи надали ЄС більшу компетентність і чіткіше прописали відносини між його інституціями. В угодах зазначено, що ЄС заснований на представницькій демократії та засадах "поваги до людської гідності, свободи, демократії, рівності, верховенства права і прав людини, включно з правами меншин".

## Компетентності
Держави ЄС зберігають повноваження, явно невручення Союзу, як у більшості федерацій. У деяких аспектах ЄС має виняткову компетентність, що обмежує незалежність дій держав-членів. Якщо країни хочуть запровадити зміни, вони повинні узгодити ці питання за допомогою інституцій ЄС, які мають вплив на змінення законів. В інших царинах ЄС відіграє допоміжну роль, а держави-члени мають свободу дій. Більшість компетентностей розділені між країнами, що означає, що держави можуть пропонувати нові закони тільки тоді, коли ЄС не має на то права. Закони, розроблені країнами-членами, можуть існувати за умови, що вони не будуть перешкоджати цілям закону ЄС. Різні компетентності використовуються по-різному. Наприклад, у питаннях спільної зовнішньої та безпекової політики Парламент відіграє меншу роль, а Рада приймає рішення на підставі одноголосності, а не більшості.

## Закон
Закони, ухвалені Союзом, мають пріоритет над національними нормативно-правовими актами. Існують три види законодавчих актів, які може ухвалити Союз: розпорядження, які є прямими застосовуваними правовими нормами; директиви, які запроваджуються національним законодавством; рішення, які ухвалюються з приводу певних питань.

## Інституції

Взаємодії установ ЄС

Основними інституціями Європейського союзу є: Європейська Комісія, Європейська Рада, Рада Європейського союзу (Рада) та Європарламент.
Законодавча процедура застосовується майже у всіх царинах політики ЄС. Згідно з цією процедурою, Комісія подає пропозицію Парламенту та Раді. Поправки розглядають у Раді, яка може прийняти текст з поправками і надіслати назад як «спільну позицію». Парламент може або затвердити пропозицію або ухвалити з поправками. Якщо Рада не схвалює і цей варіант, то формують Погоджувальний комітет. Він складається наполовину з членів Ради, наполовину з членів Європейського Парламенту, які мають на меті узгодження «спільної позиції». Після узгодження, рішення затверджується абсолютною більшістю в Парламенті. Існують інші спеціальні процедури, які використовуються в делікатних питаннях, які обмежують владу Європарламенту.

### Європарламент
Європарламент разом з Радою Європейського Союзу є законодавчим органом ЄС, 766 членів якого вибирають кожні 5 років шляхом загального голосування. Вони представляють інтереси приблизно 500 мільйонів мешканців і створюють єдиний орган ЄС, який обирається безпосередньо громадянами. Не зважаючи на те, що Парламент є один з двох органів виконавчої влади в Союзі, він має менше влади ніж Європейська Рада. Але демократизм і постійне зростання влади призвело до того, що Європарламент є одним з найпотужніших органів законодавчої влади в світі.

### Європейська Рада
Європейською радою називають регулярні зібрання глав держав ЄС. Раду скликають 4 рази на рік з метою визначення порядку денного Союзу і спонукати подальшу інтеграцію. Президент Ради (нині це Шарль Мішель) є відповідальним за розвиток вищого політичного органу ЄС.

### Рада Європейського Союзу
Рада Європейського Союзу (Рада Міністрів) — третя із семи інституцій ЄС, що є органом законодавчої влади з обмеженими повноваженнями виконавчої. Це робить її основним органом, що приймає рішення в питаннях Союзу. Посаду Президента Ради Європейського Союзу обіймають країни-члени по черзі кожні 6 місяців. Цей орган є окремий від Європейської Ради. Фактично він залишається таким самим, але складається з представників різних націй.

### Єврокомісія
Єврокомісія є виконавчим органом ЄС з обмеженими повноваженнями, але має винятково право на законодавчу ініціативу, які після прийняття отримують статус постанов та директив. Неформально, Комісія отримала назву «Охоронець Договорів» через свій обов'язок наглядача за виконанням прийнятих рішень і договорів ЄС. Єврокомісія несе відповідальність за фонди Співтовариства, як складають частину його бюджету.
Комісію очолює Президент, який обирається Радою (на практиці — Європейською Радою) і затверджується Парламентом. Наразі це Урсула фон дер Ляєн. Решта 27 Комісарів обираються з країн-членів.

## Вибори

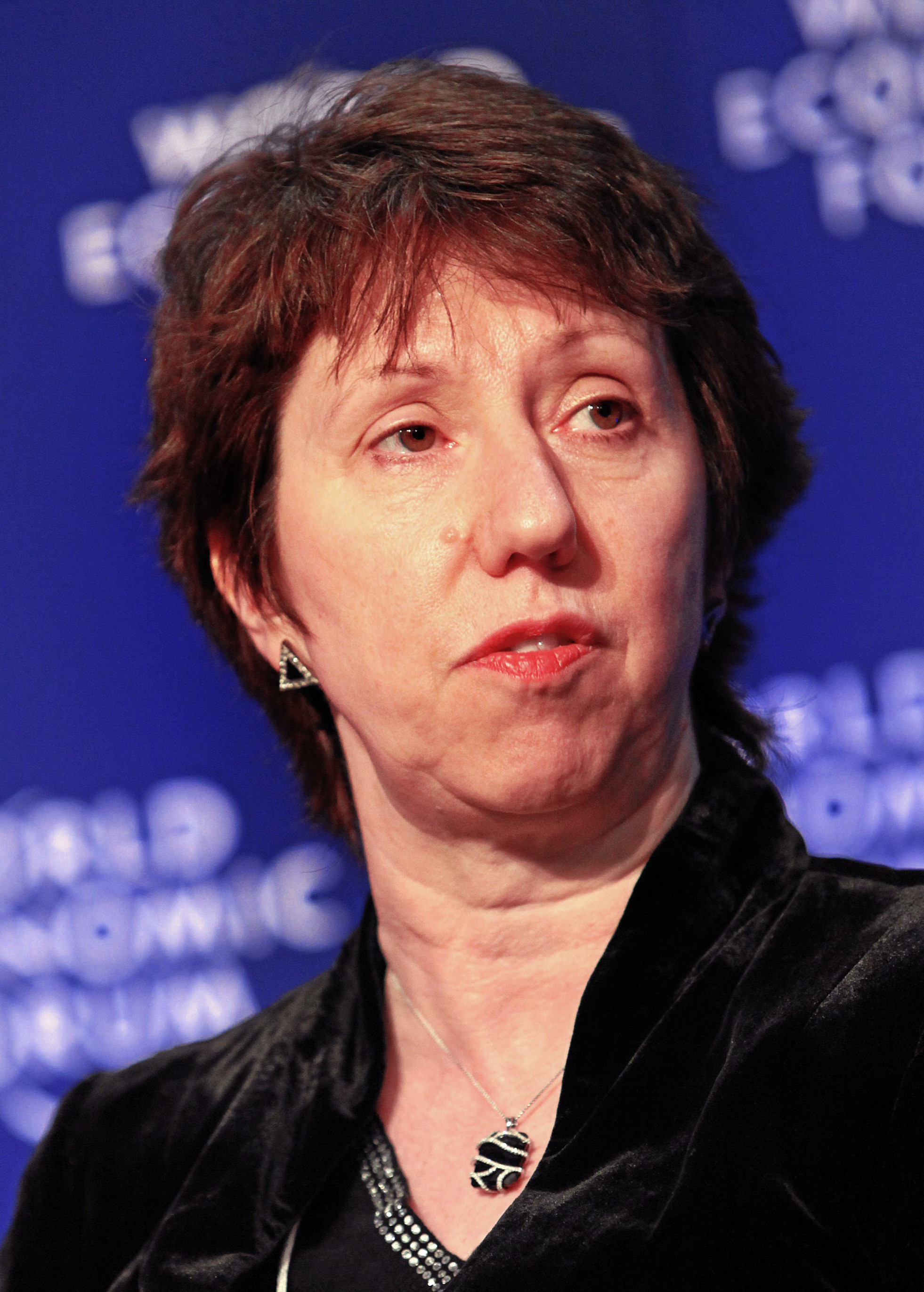
Верховний представник ЄС Кетрін Ештон

Прямі вибори відбуваються до Європарламенті що 5 років. Рада та Європейська Рада складаються з народно обраних або призначених офіційних осіб і відбуваються згідно національним правилам. Комісія не обирається безпосередньо, хоча подальше призначення Президента має враховувати результати Парламентських виборів.
У парламентських виборах, які проводяться на основі загального виборчого правила, громадянами ЄС. У всіх виборчих округах голосування проводиться за пропорційною виборчою системою. Перші вибори відбулися 1979 р.

## Політичні партії
Політичні партії, утворені на основі об'єднання національних партій з
Більшість національних партій є членами однієї з 11 найбільших Європартій. Європартії представлені у всіх головних європейських інституціях — Раді, Комісії, Парламенті. Найбільш активні партії в Парламенті об'єднані в фракції. Жодна партія не здобувала більшості в Парламенті і не мала великого впливу.

## Закордонні справи
Іноземні справи Євросоюзу ведуться в рамках спільної зовнішньої політики та безпекової політики і у межах економічних і торговельних договорів. Головним дипломатом ЄС, якого іноді називають міністром закордонних справ, є Верховний представник Жозеп Боррель. Попри те, що зовнішня політика проводиться від імені всіх ЄС, існують суттєві непорозуміння між членами. Як наслідок опинився осторонь від підписання міжнародних договорів.